# Rauwahi
Rauwahi (en népalais : रौवाही) est un comité de développement villageois du Népal situé dans le district de Bara. Au recensement de 2011, il comptait 3 418 habitants.